# Rybny Potok (Soła)
Die Rybny Potok (deutsch: Fischbach) ist ein linker Zufluss der Soła, eines Nebenflusses der Weichsel. Der Fluss entspringt an den Osthängen der Schlesischen Beskiden und mündet im Saybuscher Becken in Żywiec in die Soła. Im Oberlauf hat er den Charakter eines Gebirgsflusses.